# NGCC John P. Tully
Le NGCC John P. Tully est un navire océanographique scientifique situé au sein de la Garde côtière canadienne et opérant dans la région du Pacifique à la Base de la Garde côtière canadienne de Patricia Bay (en) à Sidney, en Colombie-Britannique. Avant 1995, le navire était assigné à Pêches et Océans Canada. Le navire est entré en service en juin 1985 avec le ministère des Pêches et des Océans sur la côte ouest du Canada. En 1995, les flottes de Pêches et Océans et de la Garde côtière canadienne ont été fusionnées sous le commandement de la Garde côtière canadienne et e John P. Tully est devenu un navire de la Garde côtière.

## Histoire
John P. Tully a été construit par le chantier naval Bel-Air à Vancouver (Colombie-Britannique) avec le numéro de chantier 302 et a été mis à l'eau en décembre 1984. Le navire a été achevé et est entré en service auprès du ministère des Pêches et des Océans en juin 1985. En 1995, les flottes de Pêches et Océans et de la Garde côtière canadienne ont été fusionnées sous le commandement de la Garde côtière canadienne et le préfixe NGCC a été attribué à John P. Tully. Le navire de recherche porte le nom de l’ océanographe John P. Tully et est basé à l’Institute of Ocean Sciences (en) de Sidney, en Colombie-Britannique.
John P. Tully a été employé dans le cadre de voyages de recherche communs avec diverses agences américaines, y compris la National Oceanic and Atmospheric Administration (NOAA). Le 25 octobre 2001, le navire de recherche a répondu à un appel de détresse du navire de pêche Kella-Lee situé à 21 km au nord de Cape Scott, sur l’île de Vancouver. En raison d'une violente tempête avec des vents atteignant 80 noeuds (150 km/h), le navire de la Garde côtière n'a pu atteindre le site que le lendemain matin. John P. Tully a récupéré deux survivants des quatre membres de l'équipage. En octobre 2016, après le naufrage du remorqueur Nathan E. Stewart près de Bella Bella, en Colombie-Britannique, et une fuite de pétrole, John P. Tully et le CCGS Bartlett (en) ont été déployés pour aider à contenir le déversement.

### Conception et description
Le navire est équipé de deux moteurs diesel Deutz AG 628 moteurs alimentant trois groupes électrogènes Caterpillar C18 entraînant une hélice à pas variable et des propulseurs d'étrave  générant 2.757 kilowatts (3.697 cv). Cela donne au navire une vitesse maximale de 13,5 nœuds (25,0 km/h). Le navire peut transporter 454,70 m³ de carburant diesel et a une autonomie de 12.000 milles marins (22.224 km) à 10 noeuds (19 km/h).
Le navire de recherche est équipé du radar de navigation ||Northrop Grumman Electronic Systems] fonctionnant sur les bandes X et S. John P. Tully possède un poste de pilotage de 190 m² situé entre la proue et la superstructure avant. Le navire peut embarquer un hélicoptère léger de type Bölkow Bo 105 ou Bell 206L mais n’est pas équipé d’un hangar pour le stockage. Le navire a un effectif de 21 membres d'équipage, comprenant 7 officiers et 14 marins. Il y a également 20 banettes disponibles à bord du navire pour des passagers.

## Galerie

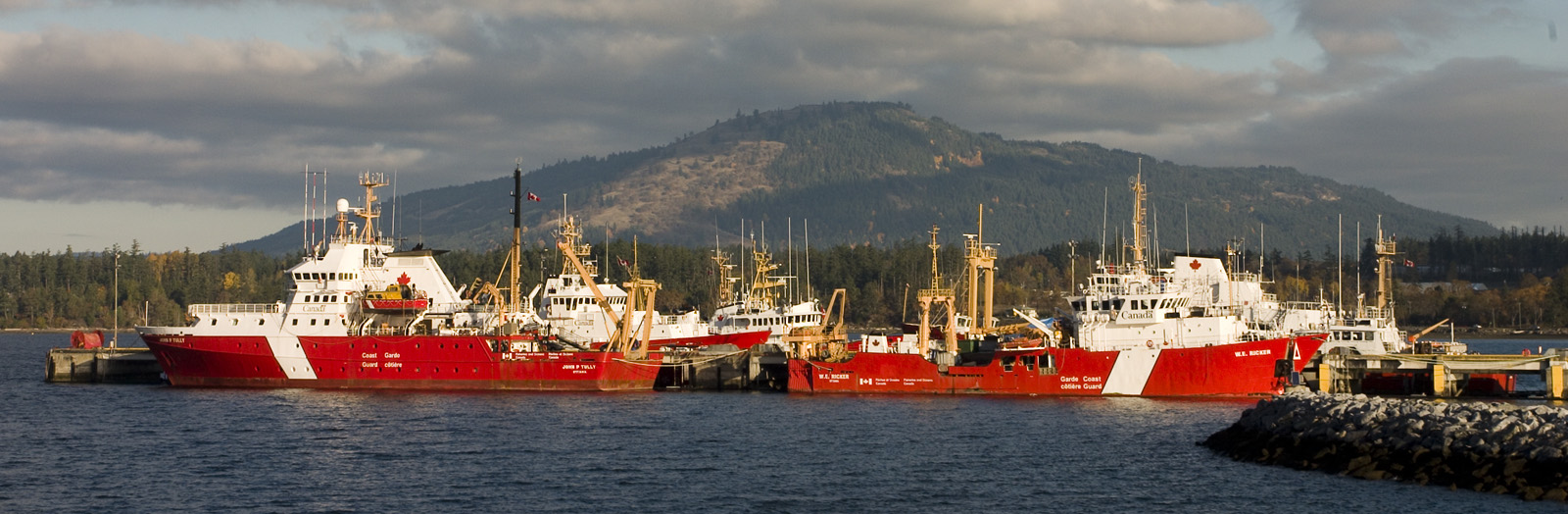
John P. Tully et W.E. Ricker
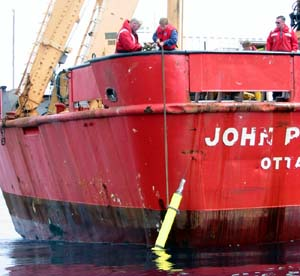
John P. Tully

### Note et référence
1. ↑  Bel-Aire Shipyard

- (en) Cet article est partiellement ou en totalité issu de l’article de Wikipédia en anglais intitulé « CCGS John P. Tully » (voir la liste des auteurs).